# Cantone di Ozoir-la-Ferrière
Il Cantone di Ozoir-la-Ferrière è una divisione amministrativa degli Melun, Provins e Torcy.
È stato istituito a seguito della riforma dei cantoni del 2014, che è entrata in vigore con le elezioni dipartimentali del 2015.

## Composizione
Comprende i comuni di:
- Chevry-Cossigny
- Favières
- Férolles-Attilly
- Ferrières-en-Brie
- Gretz-Armainvilliers
- Lésigny
- Ozoir-la-Ferrière
- Pontcarré
- Servon
- Tournan-en-Brie
- Villeneuve-le-Comte
- Villeneuve-Saint-Denis